# Serranía de Hornocal
Serranía de Hornocal är ett berg i Argentina.   Det ligger i provinsen Jujuy, i den norra delen av landet, 1 400 km norr om huvudstaden Buenos Aires. Toppen på Serranía de Hornocal är 4 855 meter över havet, eller 25 meter över den omgivande terrängen. Bredden vid basen är 0,19 km.
Terrängen runt Serranía de Hornocal är varierad. Runt Serranía de Hornocal är det mycket glesbefolkat, med 2 invånare per kvadratkilometer.. 
Omgivningarna runt Serranía de Hornocal är i huvudsak ett öppet busklandskap.